# Schambyl Achmetbekow

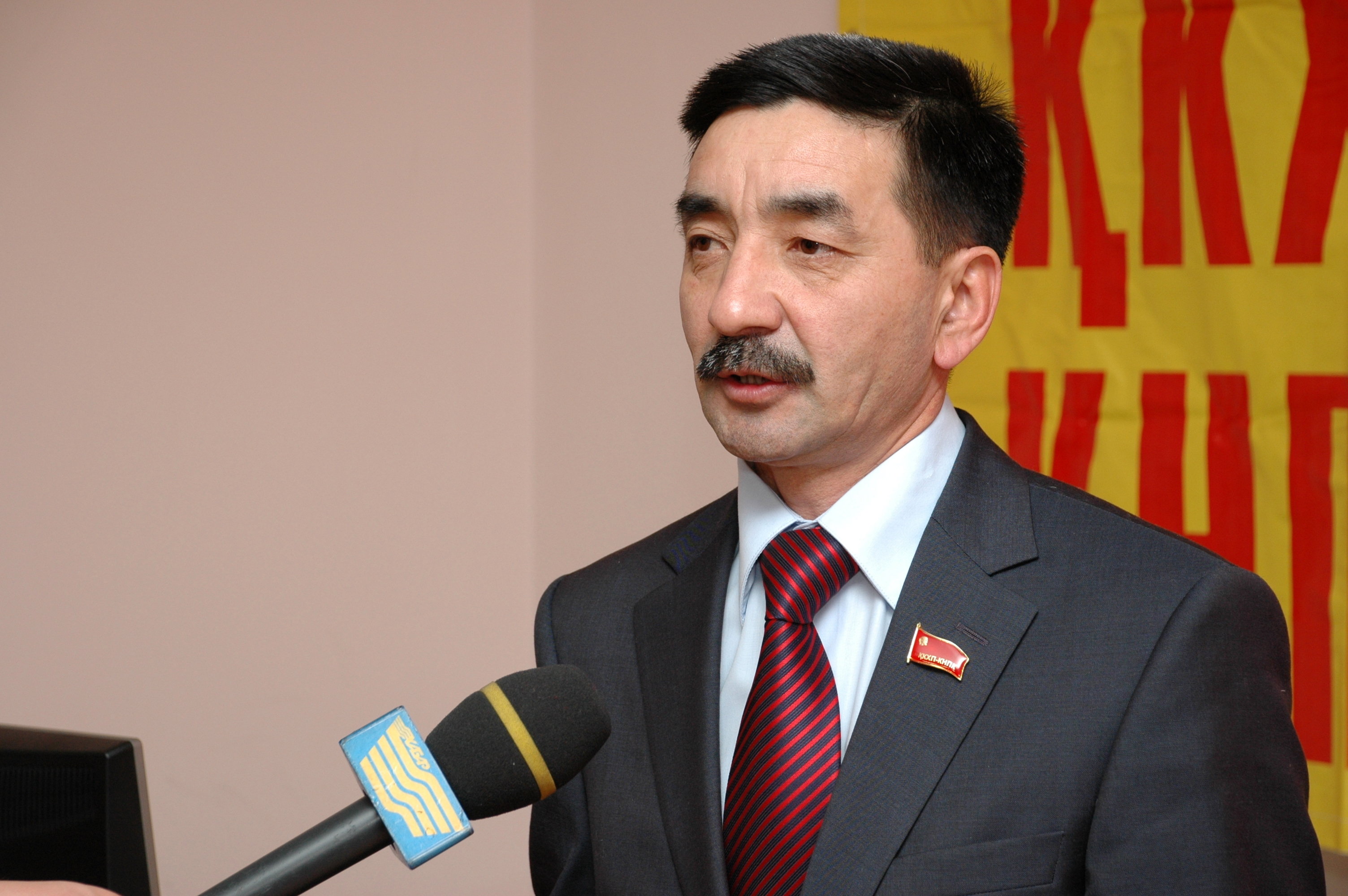
Schambyl Achmetbekow (2011)

Schambyl Auschanuly Achmetbekow (kasachisch Жамбыл Аужанұлы Ахметбеков, russisch Жамбыл Аужанович Ахметбеков; * 11. Februar 1961 in Schanteke, Kasachische SSR) ist ein kasachischer Politiker (QHP).

## Leben
Schambyl Achmetbekow wurde 1961 im Dorf Schanteke in der Oblast Zelinograd geboren. Er studierte von 1978 bis 1983 an der Fakultät für landwirtschaftliche Mechanisierung am Landwirtschaftlichen Institut in Zelinograd. 1994 kam ein Abschluss am Kasachischen Institut für Management, Wirtschaft und Prognostizierung hinzu.
Seit September 1983 arbeitete er im landwirtschaftlichen Bereich und war ab November 1983 beim lokalen Komsomol tätig. Zwischen 1987 und 1990 war er beim Bezirkskomitee der Kommunistischen Partei Kasachstans im Kreis Korgalschyn tätig. Von April 1990 bis April 1992 war er Erster Sekretär des Bezirkskomitees Korgalschyn des Komsomol sowie Mitglied des Präsidiums des Bezirkskomitees der Kommunistischen Partei Kasachstans im Kreis Korgalschyn. Nach der Unabhängigkeit Kasachstans war er von 1992 bis 1994 Leiter der Kulturabteilung der Bezirksverwaltung des Kreises Tengiz im Gebiet Qaraghandy. Anschließend wurde er Leiter der Abteilung für Jugend, Tourismus und Sport der Kreisverwaltung Korgalschyn und danach bis 1998 Leiter der Kulturabteilung.
Seit September 2005 war Achmetbekow Mitglied des Zentralkomitees der Kommunistischen Volkspartei Kasachstans. Auf einem außerordentlichen Parteikongress wurde er von der Partei am 14. Februar 2011 als Kandidat für die Präsidentschaftswahl 2011 nominiert. Er bestand den verpflichtenden Kasachisch-Sprachtest und konnte auch die nötigen Unterschriften für die Registrierung seiner Kandidatur sammeln. Mit einem Ergebnis von 1,36 Prozent der Stimmen konnte er nur den dritten Platz erreichen. Bei der Parlamentswahl 2012 konnte die Kommunistische Volkspartei zum ersten Mal in die Mäschilis einziehen, wobei Achmetbekow als Abgeordneter über die Parteiliste einen Parlamentssitz erringen konnte. Auch bei Parlamentswahl 2016 konnte er über die Parteiliste ins Parlament einziehen.